# Ink Inc.
Ink Inc. fue un equipo de lucha libre profesional formado por Shannon Moore, Jesse Neal y Toxxin, el cual trabajó en la Total Nonstop Action Wrestling (TNA) desde 2010 hasta 2011.

## Carrera

### Total Nonstop Action Wrestling (2010-2011)
El 3 de mayo episodio de Impact! Moore y Neal derrotaron a Douglas Williams y Brian Kendrick en su primer partido como equipo.A la semana siguiente Ink Inc. derrotó a Beer Money, Inc.En TNA Sacrifice Ink Inc. fracasó en su intento de ganar el TNA World Tag Team Championship de The Band (Kevin Nash y Scott Hall), cuando el entrenador de Neal Brother Ray se volvió hacia él. El 17 de junio edición de Impact!, Ink Inc. derrotó a The Band (Kevin Nash y Eric Young) para avanzar a la final de un torneo, por una oportunidad por el Campeonato Mundial en Parejas de la TNA, pero a la semana siguiente fue derrotado por Beer Money, después de Brother Ray atacara a Neal el backstage antes del combate. El 26 y 27 de julio en Xplosion, participaron en un torneo de cuatro equipos para determinar el nuevo contendiente por el Campeonato Mundial en Parejas. Después GenerationMe (Jeremy & Max Buck) en las semifinales, Ink Inc. fue derrotado en la final por Desmond Wolfe & Magnus. En Bound for Glory, Ink Inc. derrotó a Eric Young y Orlando Jordan, ganando su primer partido en PPV. Más tarde se separaron al aparentar Shannon Moore un comportamiento de heel y pasaron unos meses volvieron a juntarse. Unos meses después Jesse Neal sufrió una lesión dejando a Shannon en solitario hasta el día  14 de octubre donde volvieron a aparecer y encararse a Mexican America en donde se enfrentaron por el Campeonato Mundial en Parejas de la TNA en Bound for Glory y en Turning Point, perdiendo ambos combates. Finalmente, el equipo se disolvió el 12 de diciembre cuando Neal fue despedido.

## En lucha
- Movimientos finales
  - Samoan drop (Neal) / Mooregasm (Moore) combination[3]

- Managers
  - Toxxin